# Преторіанська гвардія

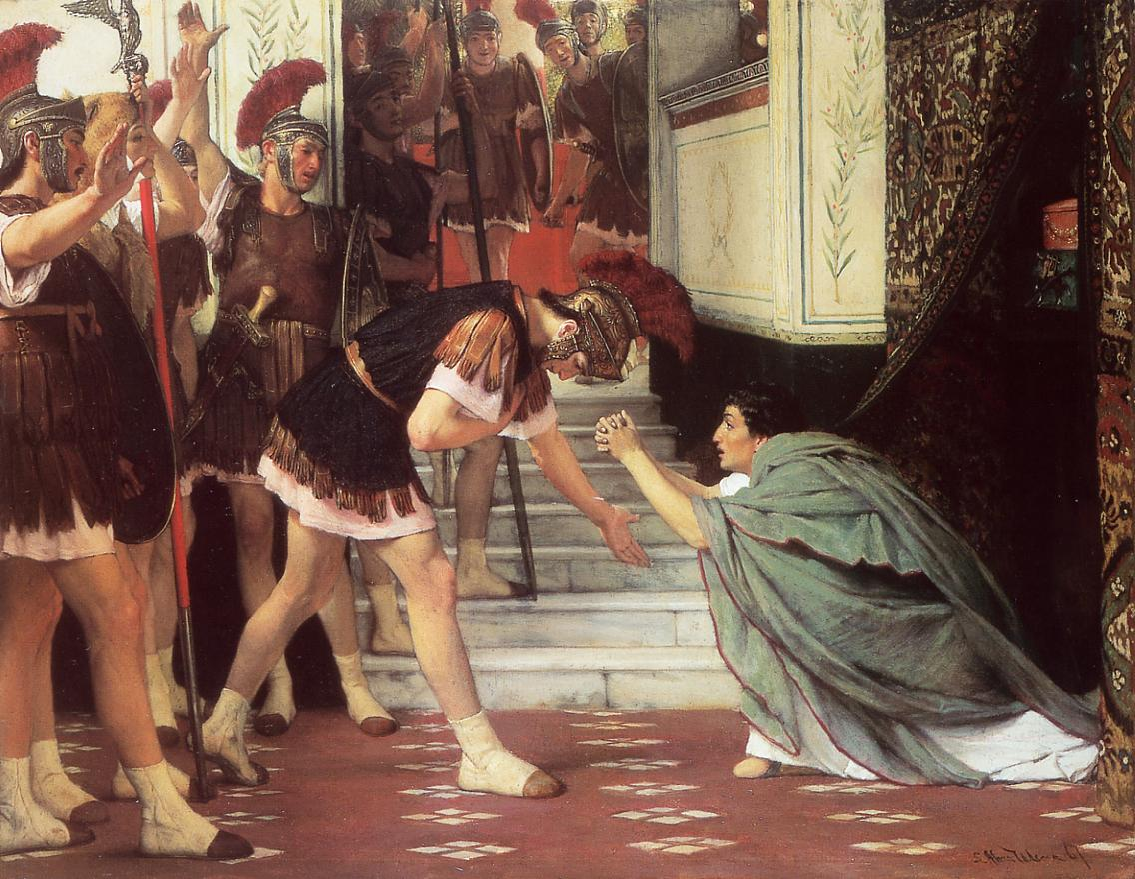
Л. Альма-Тадема. Проголошення преторіанцями
Клавдія імператором (1867)

Преторіанці (лат. praetoriani), Преторіанська когорта (лат. cohors praetoria) або Преторіанська гвардія — позначення елітного військового підрозділу, який виконував функції особистої охорони та почесної варти високопосадовців Стародавнього Риму. Первісно, в епоху республіки (II—I ст. до н. е.), це була окрема когорта, що завжди супроводжувала свого полководця (консула або претора) під час походу. В епоху імперії Октавіан Август перетворив преторіанців на постійну особисту охорону, а їхню чисельність збільшив до 9 когорт.
Преторіанці охороняли всіх наступників Октавіана. Однак саме вони регулярно влаштували заколоти проти чергового імператора і вже другий (Тиберій) і третій (Калігула) імператори загинули від їхніх рук. На початку IV століття когорти преторіанців були розформовані Костянтином Великим через їхню постійну участь у інтригах та переворотах.

## Походження термінів
Преторіанська когорта (лат. cohors praetoria, множина — cohortes praetoria) — термін, що виник у II ст. до н. е. і позначав окремий загін, який охороняв полководця під час походу і який не входив до складу римського легіону. У I ст. до н. е. назва cohors praetoria використовувалася також стосовно свити високопосадовців, що складалася з помічників та охоронців, які далеко не завжди були добірними вояками.
Позначення «преторіанці» (лат. praetoriani) вперше зафіксоване стосовно представників когорти особистої охорони диктатора Луція Корнелія Сулли (90-ті — 80-ті рр. до н. е.).
Преторіанська гвардія — сучасна назва, яка в давнину не вживалася.

## Історія виникнення (IV—IIст. до н.е.)
У Стародавньому Римі кожному вищому посадовцю-магістрату призначалася державна охорона з лікторів (консулу — 12 лікторів, претору — 11). Але під час бойових дій самих лікторів, які не мали захисних обладунків і були озброєні лише фасціями (сокирами), для надійної охорони було явно недостатньо. В якості тілоохоронців залучалися додаткові підрозділи аблектів (лат. ablectus, тобто «добірні») та екстраординаріїв (лат. extraordinarii, тобто «додаткові»). Ці загони формувалися з представників союзних контингентів і були знаком вірности своїх одноплемінників.

Схема римського табору. Преторій позначено червоним

На початку III ст. до н. е. римські воєначальники почали створювати окремі загони охоронців, яких розташовували поблизу свого штабу (преторію). Під 275 роком до н. е. такі підрозділи з добірних вояків зафіксовані у армії, на чолі якої стояли представники роду Сципіонів. Зокрема, у 205 р. до н. е., під час Другої Пунічної війни, Публій Сципіон Африканський сформував особистий загін тілоохоронців, що складався з трьох сотень молодиків, і придбав спорядження та коней для них за власні кошти.
Під час Нумантинської війни у 134 році до н. е. Публій Сципіон Африканський Молодший теж мав загін охоронців, що складався із 500 добірних вояків і який у працях письменника Секста Помпея Феста отримав назву «преторіанська когорта» (cohors praetoria).
 Praetoria cohors називали тінню претора, бо вони не відходили від нього. Сципіон Африканський [до цього підрозділу] відібрав найхоробріших, які не залишать його в бою. Вони проводили весь час на військовій службі і отримували платню в шестикратному розмірі.
— Секст Помпей Фест

У II—I ст. до н. е. паралельно з назвою praetoria cohors вживалися й інші позначення, наприклад, cohors amicorum (дослівно «когорта друзів»)  — саме так названа особиста охорона народного трибуна і реформатора Гая Гракха у 122 році до н. е. А особиста гвардія іншого реформатора і консула Гая Марія під час його африканського походу у 106 до н. е. мала складну назву «cum turma sua quam ex fortissimis magis quam familiarissimis paraverat».
Поява гвардії з преторіанців була необхідністю через слабку дисципліну у римській армії III—II ст. до н. е., адже вона, по-суті, була ополченням, часом набір у легіони був примусовим і армія не хотіла воювати, тоді за критичної ситуації в битві вона могла почати втікати і покинути свого командира. Добірна когорта преторіанців розглядалася як тактичний резерв під час битви і нерідко ставала вирішальною ударною силою на полі бою; також у випадку бунту легіонів могла врятувати життя полководця.

## Преторіанці у І ст. до н.е
Сципіонівську систему управління та охорони запозичили і розвинули інші римські воєначальники, що обіймали посади консулів або преторів. За традицією, похід на війну розпочинався з відвідування полководцем храму Юпітера Капітолійського, щоб принести жертви і обітниці, а потім у супроводі своєї cohors praetoria він вирушав у похід.
Особовий склад підрозділу преторіанців змінився: туди входив генеральний штаб полководця (квестор, легати, військові трибуни, командири союзних підрозділів, інші військові радники, ад'ютанти), канцелярія (писці, перекладачі, кур'єри, тощо), окрім того, ще ліктори, герольди, друзі, молодші родичі командира, його клієнти, вільновідпущеники. Також у підрозділ намагалися потрапити молоді знатні аристократи, щоб отримати військовий досвід, завести корисні зв'язки і зробити собі кар'єру. Охорону забезпечувала окрема когорта (або навіть кілька когорт),  яка могла включати як піхоту, так і кінноту. Чисельність однієї когорти оцінюється в 500-1000 добірних вояків. Грошова винагорода у преторіаців була вдвічі більшою, ніж у звичайних легіонерів, також вони були звільнені від більшості службових обов'язків, які виконували звичайні солдати.
Термін «cohors pretoria» у I столітті до н. е. до 30-х рр. використовувався не тільки стосовно елітних підрозділів полководців, ще так називали групи близьких і довірених осіб магістрату або колишнього магістрату, політика. Пропретори (намісники провінцій) також мали свої cohors pretoria, наприклад, Ліциній Веррес в провінції Сицилія в 70 до н. е., Квінт Тулій Цицерон у Кілікії у 52 до н. е., Гай Меммій Гемел у Віфінії у 57 до н. е.

## Імперський період
Октавіан Август збільшив чисельність преторіанців до 9 когорт, по 1000 осіб кожна. У вільний від служби час преторіанці носили цивільний одяг (cob. togalae). Три когорти були розміщені на квартирах у громадян в самому Римі, решта — в інших частинах Італії. Разом із гвардійською кавалерією (equites praetoriani), вони складали ядро збройних сил імперії. Аж до правління Септимія Севера до гвардії зараховували лише уродженців Італії. Преторіанці отримували збільшену платню і мали 16-річний термін служби (замість 20-річного в простих легіонерів). Згодом міська поліція (cohortes urbanae) злилася із гвардією в один корпус, розділений на 14 когорт. Преторіанці підкорялися особливому префектові — praefectus praetorio (Префект преторія). Префект часів імператора Тиберія — Сеян, зосередив всю гвардію в Римі, побудувавши для неї спеціальний табір — castra praetoria. Оскільки преторіанці були причетні до всіх змов і заколотів імперії, то їхня організація неодноразово змінювалася (наприклад, при Вітеллії).
Костянтин Великий повністю знищив преторіанську гвардію, замінивши її новою, і зруйнував преторіанський табір, за його словами «це постійне гніздо заколотів і розпусти».
Багато римських імператорів було убито преторіанцями або безпосередньо префектом преторії. Скажімо, імператора Калігулу власноруч убив префект преторіанців Херея. Так само за участю префекта преторіанців був убитий римський імператор Коммод. Префект преторіанців Макрін організував змову із метою вбивства імператора Каракалли (династія Северів), після чого сам став римським імператором.
За легендою, Святий Севастіан був також командиром преторіанської гвардії при імператорові Діоклетіані. Ним же був святий Адріан Никомедійський.